# 西宮市立上甲子園中学校
西宮市立上甲子園中学校（にしのみやしりつ かみこうしえんちゅうがっこう）は、兵庫県西宮市上甲子園にある公立中学校。

## 沿革
- 1948年（昭和23年）4月 - 西宮市立今津中学校から分離し、西宮市立上甲子園中学校創立。

## 部活動

### 運動部
- 野球部
- 陸上競技部
- サッカー部
- ソフトボール部
- 女子バレーボール部
- バスケットボール部
- ソフトテニス部
- 卓球部
- 剣道部

### 文化部
- 吹奏楽部　
吹奏楽コンクール
・2022年　関西吹奏楽コンクール・銀賞
・2023年　関西吹奏楽コンクール・金賞
・2024年　関西吹奏楽コンクール・銀賞

マーチングコンテスト
・2017年　全日本マーチングコンテスト・金賞
・2018年　全日本マーチングコンテスト・金賞
・2019年　全日本マーチングコンテスト・金賞
・2021年　全日本マーチングコンテスト・金賞
・2022年　全日本マーチングコンテスト・金賞
・2023年　全日本マーチングコンテスト・金賞
・2024年　全日本マーチングコンテスト・金賞
- 美術部
- 英語部

## 校区
- 西宮市立上甲子園小学校
- 西宮市立春風小学校

## 著名な出身者
- 藤猪省太（柔道家）[1]
- 常盤貴子（女優）

## 通学区域が隣接している学校
- 西宮市立学文中学校
- 西宮市立鳴尾中学校
- 西宮市立今津中学校
- 西宮市立深津中学校
- 尼崎市立大庄北中学校